# PROM-1

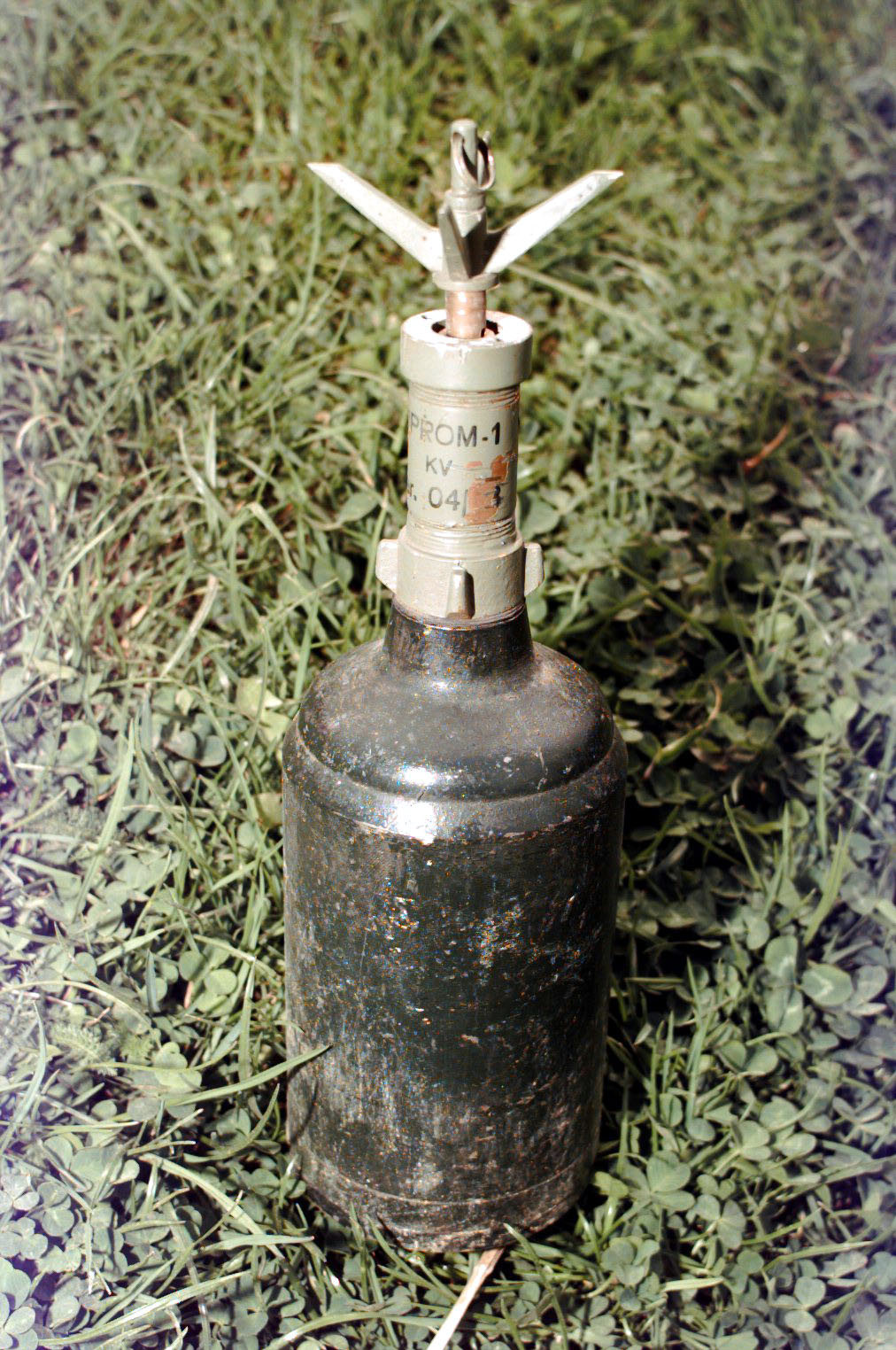
PROM-1対人地雷。通常この地雷は埋められており、細長い先端部のみが見える。安全装置のクリップがこの地雷からは除去されているため、信管の機構が起爆できる状態にされたものと思われる。

PROM-1とはユーゴスラヴィアで生産された跳躍型の対人地雷である。これは円筒形の弾体と、地雷頂部に挿入された先端の細長い信管から構成されている。この地雷の運用はおおよそドイツ製のSマインに類似する。
この地雷は、頂部に取り付けられた信管部分を傾けることで発火する。これは各信管部分にじかに圧力を加えるか、もしくは信管に取り付けられたトリップワイヤーに張力をかけると引き起こされる。信管を傾けることにより、撃針を保持する球体、3個のうち少なくとも1個を離脱させる。するとバネ仕掛けの撃針が解放され、下方の雷管を叩き、3gの推進剤を発火させる。推進剤の爆発により地雷の弾体上半分が地面から飛び出し、空中へと跳ねる。いくつかの真鍮製のネジが断ち切られ、地面には地雷の底部のプラグが残される。
地雷の弾体は短い長さのワイヤーで底部に接続しており、ワイヤーは跳躍の際に解かれる。跳ねた地雷はおよそ高さ65cmに達するとワイヤーに引かれる。この急な引き戻しにより起爆装置が内部の撃針と接触する。起爆薬は発火し、主炸薬が爆発する。これにより内部に筋目の入れられた弾体が多数の鋼の破片となり、全方位に高速で散乱する。地雷の跳躍から起爆までの時間はおよそ1秒と短いため、爆風から防御を行う猶予はほぼない。
跳躍地雷の常のように、比較的長距離にあってもPROM-1は致死的である。本地雷は危険な破片を100m以上投射でき、潜在的に致死的な範囲はおよそ周囲50mである。範囲30m以内のこの地雷は、誰であれほぼ確実な殺害や深刻な傷を負わせる。跳躍地雷の常のように、標準的なケブラー製ボディアーマーの着用では安全が保障されない。PROM-1が生み出す多量の破片は、犠牲者の非防御の手足、顔、眼を傷つける。

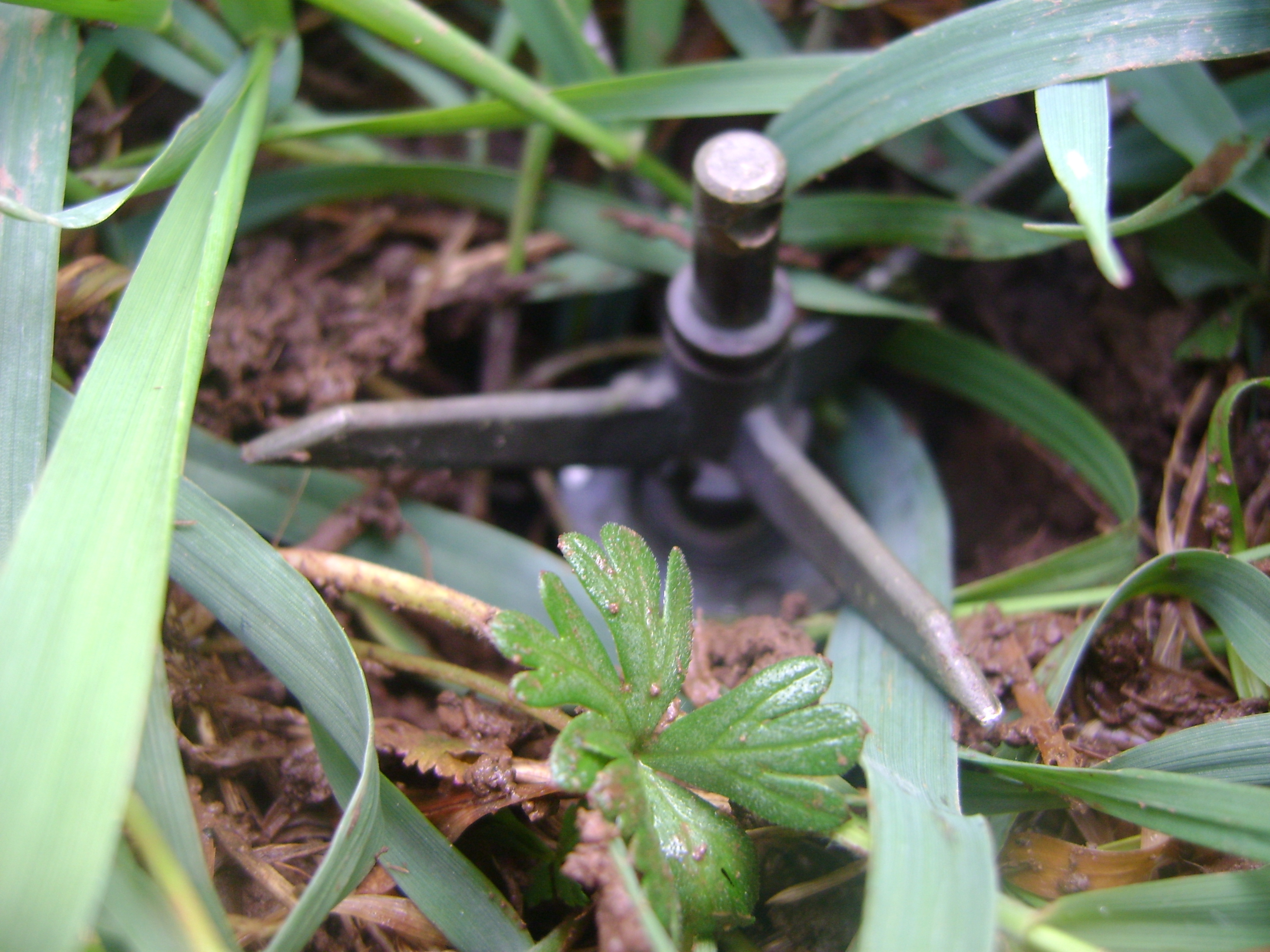
埋設状態のPROM-1。先端部の信管のみが見える。接触範囲を広げるため、中央の信管には接続用の穴を介してトリップワイヤーを取り付けられる。

PROM-1は、草木の下ばえの中などではことに探知が難しい。信管との区別がしにくく、大半の地雷は埋めこまれており、見る事はできない。この地雷が多量の鉄を使用しており、地雷探知機で容易く探知しやすいとはいえ、探知機のヘッド部分で地面を掃うような動きは、容易に信管部分もしくは取り付けられたトリップワイヤーをひっかけて地雷を起爆させる。いずれにせよ、一発のPROM-1地雷の周囲には種々の非金属製の対人地雷が取り巻いているかもしれず、これは地雷除去作業の更なる障害となる。
PROM-1を安全状態にするのは難しい。この地雷の信管は数年間風雨にさらされた後に不安定になるためである。多くの地雷除去作業者は、現場でこの地雷の脇に爆発物を置き、爆破して破壊することを推奨する。

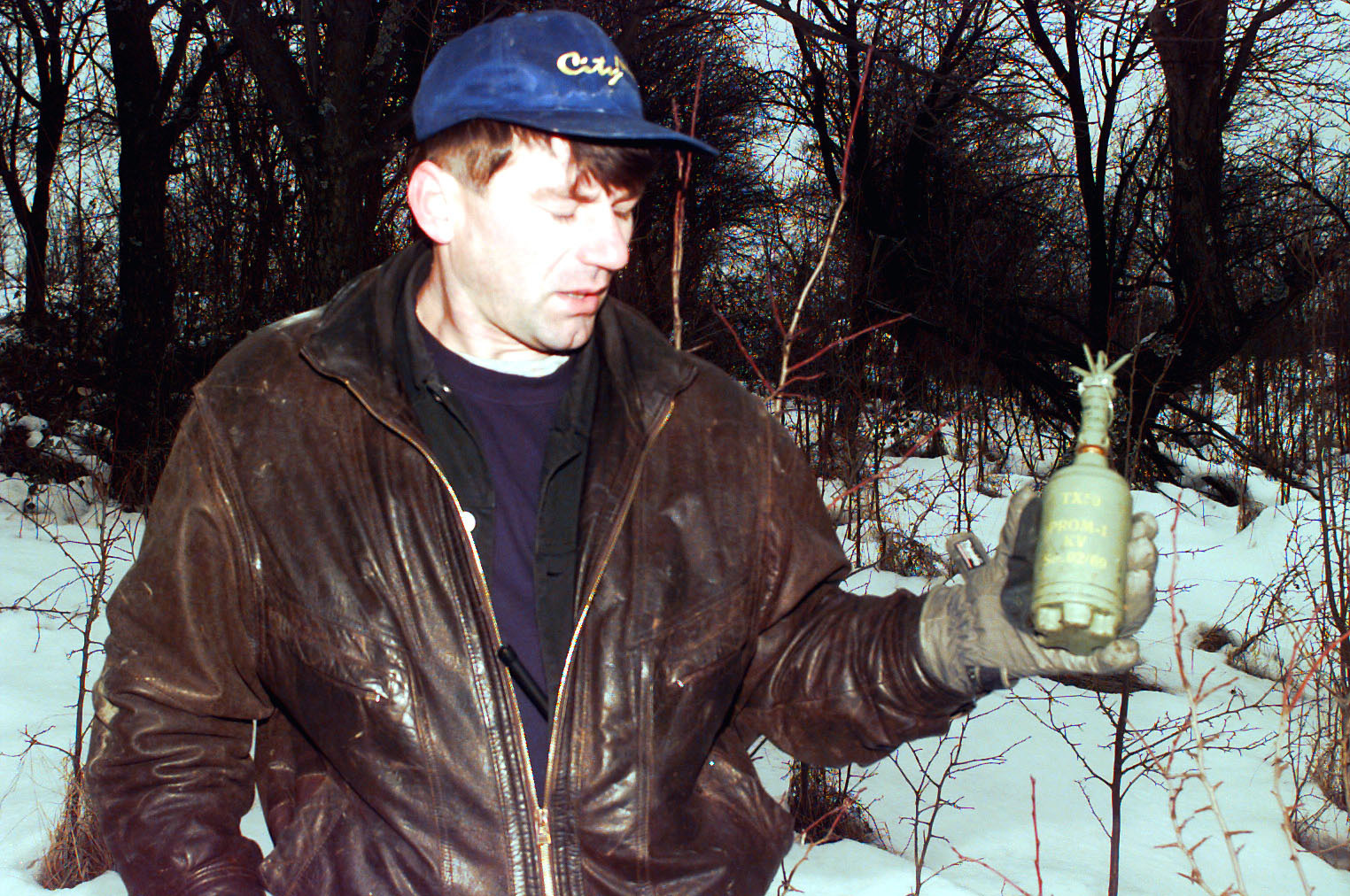
地雷除去作業者が手に持っているPROM-1。爆発防止用の安全装置のクリップが定位置にあることに注目。

いつもではないにせよ通常、接触範囲を広げるために本地雷に取り付けられるトリップワイヤーの長さはおよそ6m程度である。トリップワイヤーを地雷本体へとたどる際に地雷除去作業者が注意することは、このワイヤーに沿って別種の地雷が埋め込まれていることである。トリップワイヤーを地雷本体までたどるのに集中し、PMA-3やPMN、もしくは類似の爆風型地雷が地下に埋まっていることを忘れるのはあまりに容易い。
本地雷はアンゴラ、ボスニア、チリ、クロアチア、エリトリア、イラク、コソヴォ、モザンビーク、そしてナミビアで発見されている。

## 諸元
- 直径：75mm
- 全高：260mm (信管なし)
- 全重：3kg

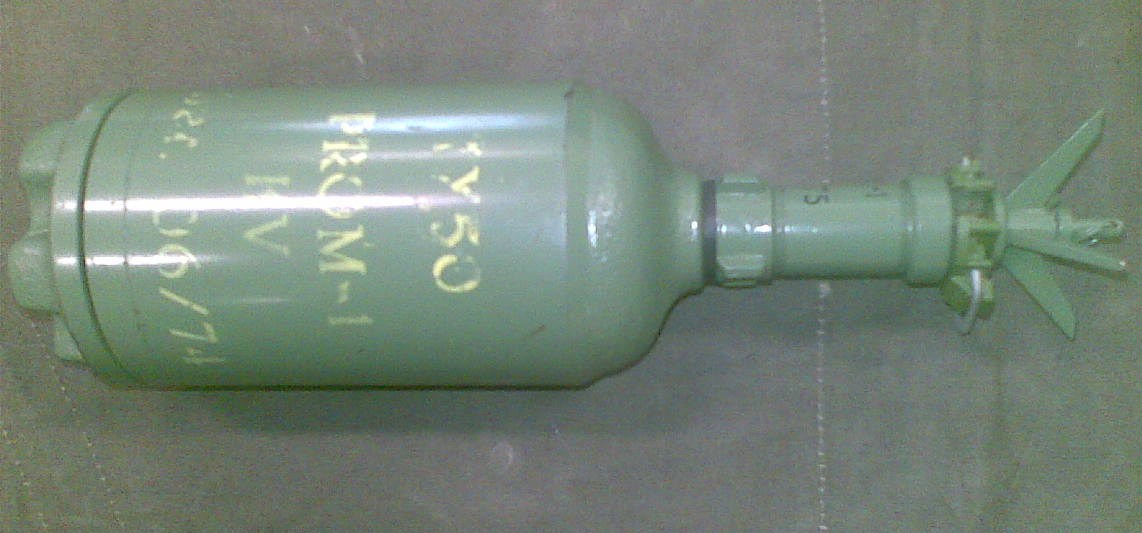
PROM-1の側面図。起爆防止用の安全装置のクリップが定位置にあることに注目。

- 炸薬量：425g コンポジションB、もしくはTNTの棒状塊
- 作動荷重：9kgから16kg、もしくは張力3kgから5kg